# Oladapo Olufemi
Oladapo Olufemi Oluyi (Ibadan, 5 november 1988) is een Nigeriaanse voetballer. Hij speelt voor IK Start.

## Carrière
Olufemi's carrière begon bij Shooting Stars FC. In 2006 haalde RSC Anderlecht de middenvelder naar België. Olufemi mocht van trainer Franky Vercauteren in de basis starten in de wedstrijd voor de Belgische Supercup. Na nog geen uur spelen werd hij vervangen door Sami Allagui. Nadien speelde Olufemi enkel voor het beloftenelftal.
Op het einde van het seizoen vertrok de voetballer naar Boavista FC, waar hij vier keer in actie kwam. Nadien verliet hij als vrije speler de club. In de zomer van 2009 legde hij tests af bij IK Start. De club bood hem een contract van 3,5 jaar aan.

## International
Olufemi werd meermaals opgeroepen voor de nationale jeugdelftallen van Nigeria. In 2007 nam hij deel aan het WK onder 20 jaar in Canada. Nigeria bereikte toen de kwartfinale.
Een jaar later veroverde hij met het Nigeriaanse beloftenelftal de zilveren medaille op de Olympische Spelen in Peking. Nigeria plaatste zich toen samen met Nederland voor de kwartfinale. In de halve finale schakelden Olufemi en zijn teamgenoten België uit.
Eerder dat jaar werd verzamelde Olufemi ook zijn eerste A-cap. Het ging om een interland tegen Soedan.

## Erelijst
- 2008 - Olympische Spelen: